# Carib Aviation
Carib Aviation war eine karibische Fluggesellschaft mit Sitz in Antigua und Barbuda. Sie wurde 1972 gegründet, besaß eine Flotte von acht Flugzeugen und flog 14 Ziele in der Karibik an. Drehkreuz war dabei der Flughafen VC Bird International in Saint John’s, Antigua und Barbuda.

## Flotte

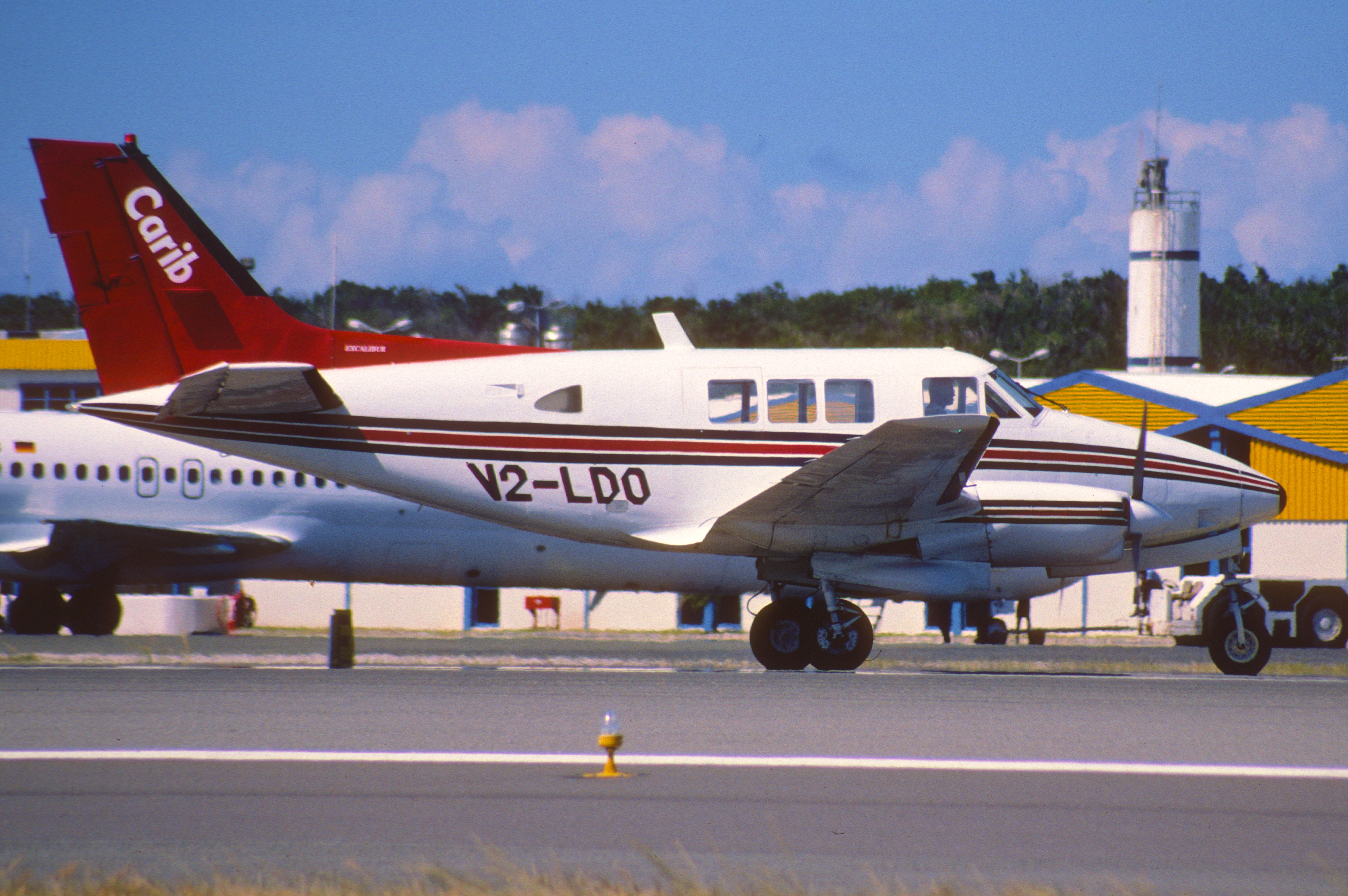
Beechcraft Model 65 Queen Air der Carib Aviation im Jahr 1999

Die Flotte der Fluglinie bestand aus acht kleinen Passagierflugzeugen.
- 2 de Havilland Canada DHC-6
- 1 Beechcraft Queen Air
- 1 Britten-Norman BN-2 Islander
- 4 Beechcraft 99

## Flugziele
- Anguilla
The Valley (Anguilla Wallbake Airport)
- Antigua und Barbuda
Saint John’s (VC Bird International Airport)
- Barbuda
Codrington (Codrington Airport)
- Dominica
Marigot (Melville Hall Airport)
Roseau (Canefield Airport)
- Guadeloupe
Pointe-à-Pitre (Pointe-à-Pitre International Airport)
- Martinique
Fort-de-France (Aéroport International Martinique Aimé Césaire)
- Montserrat
Brades (Gerald’s Airport)
- Nevis
Charlestown (Flughafen Vance W. Amory International)
- St. Kitts
Basseterre (Flughafen Robert L. Bradshaw International)
- St. Lucia
Castries (George F. L. Charles Airport)
Vieux Fort (Hewanorra International Airport)
- St. Vincent
Kingstown (E. T. Joshua Airport)
- Tortola
Beef Island (Terrance B. Lettsome International Airport)